# Ponte Alsina
Il ponte Alsina (in spagnolo: Puente Alsina), ufficialmente ponte Ezequiel Demonty, è un ponte che attraversa il fiume Riachuelo e unisce il barrio porteño di Nueva Pompeya con la città di Valentín Alsina del partido di Lanús, in provincia di Buenos Aires.

## Storia
Un primo ponte sul Riachuelo fu costruito nel 1855 ma una piena lo distrusse poco tempo dopo la sua apertura, così l'anno seguente fu rimpiazzato da una seconda struttura che tuttavia si rivelò nuovamente inadeguata. Così nel 1857 fu costruito un terzo ponte in legno per iniziativa di un privato e, dopo la sua inaugurazione il 26 novembre del 1859, fu intitolato a Valentín Alsina, governatore dello stato secessionista di Buenos Aires.
Nel 1880 il ponte fu teatro di uno scontro armato nell'ambito della guerra civile tra le truppe provinciali del colonnello José Inocencio Arias e quelle nazionali del colonnello Eduardo Racedo. Nel 1910 il ponte in legno fu smantellato e sostituito da una struttura provvisoria in ferro.
L'attuale struttura fu costruita tra il 1932 ed il 1938 su progetto dell'Ing. José María Pérez ed inaugurato il 26 novembre 1938 alla presenza del presidente argentino Roberto Marcelino Ortiz e del governatore della provincia di Buenos Aires Manuel Fresco. Successivamente fu intitolato a José Félix Uriburu, presidente de facto dell'Argentina dal 1930 al 1932.
Nel 2015 l'infrastruttura fu intitolata a Ezequiel Demonty, un giovane assassinato dalla polizia proprio presso il ponte Alsina.